# 瑞穂市火葬場
瑞穂市火葬場（みずほしかそうば）は、岐阜県瑞穂市別府にある、瑞穂市が運営する火葬場である。

## 概要
- 本巣郡穂積町の穂積町火葬場として[1]、1998年（平成10年）設置[2]。2003年（平成15年）5月1日に本巣郡穂積町、巣南町が合併して瑞穂市が発足し、瑞穂市火葬場となる[1]。
- 建物は「水･命の源」「川・清らかな流れ」「鳥・川面に浮かぶ水鳥」をイメージしたものであり[2]、敷地面積は1,300.98m2、延床面積は747.542[2]。
- 使用は原則として瑞穂市民に限られる。

### 施設概要
- 火葬炉：4基。ペットの火葬のための動物炉が1基ある。
- 告別室ホール：1室
- 炉前ホール：1室
- 収骨室：1室
- 待合ロビー：1室
- 待合室：3室
- 霊安室：1室

### 施設利用案内
- 住所：岐阜県瑞穂市別府2620番地1
- 休館日：1月1日、友引の日
- 火葬料金：下記料金は死亡者が瑞穂市民の場合。
  - 満12歳以上：6,000円
  - 満12歳未満：3,600円
  - ペット：3,240円

## 交通アクセス

### 公共交通機関
- みずほバス十九条古橋線、牛牧穂積線「花塚公民館」バス停下車、徒歩約7分。
- 樽見鉄道樽見線十九条駅下車、徒歩で約25分。
- JR東海道本線穂積駅下車、徒歩で約35分。